# Сулуага Родригес, Франсиско
Франсиско Сулуага (исп. Francisco Zuluaga, 4 февраля 1929, Медельин — 8 ноября 1993, Медельин) — колумбийский футболист, играл на позиции защитника. По завершении игровой карьеры — футбольный тренер.
Выступал, в частности, за клуб «Мильонариос», а также национальную сборную Колумбии. Впоследствии работал с этими командами как тренер.

## Клубная карьера
Во взрослом футболе дебютировал в 1948 году выступлениями за команду клуба «Мильонариос», в которой провел четырнадцать сезонов, приняв участие в 297 матчах чемпионата. Большинство времени, проведенного в составе этого клуба был основным игроком защиты команды. В составе клуба шесь раз становился чемпионом Колумбии.
В течение 1962—1963 годов уже опытный защитник играл за «Санта-Фе», завершил профессиональную игровую карьеру в клубе «Атлетико Насьональ», за команду которого провел две игры 1964 года.

## Выступления за сборную
В 1957 году дебютировал в официальных матчах в составе национальной сборной Колумбии. В течение карьеры в национальной команде, которая длилась 6 лет, провел в форме национальной сборной 9 матчей, забив 1 гол.
В составе сборной был участником чемпионата мира 1962 года в Чили.

## Карьера тренера
Начал тренерскую карьеру, вернувшись к футболу после небольшого перерыва, в 1968 году, возглавив тренерский штаб клуба «Мильонариос». Одновременно был назначен главным тренером национальной сборной Колумбии. Во главе национальной команды не смог решить задачу попадания в финальную часть чемпионата мира 1970 года и в 1969 году был уволен с должности в сборной.
В 1969 году покинул «Мильонариос», возглавив тренерский штаб «Атлетико Насьональ», где проработал до 1970 года.
Умер 8 ноября 1993 года на 65-м году жизни.

## Достижения
- Чемпион Колумбии (6) :
  - Чемпион 1949, 1951, 1952, 1953, 1959, 1961.
- Кубок Колумбии (2) :
  - Обладатель 1953, 1956.